# Estadio Gifu Nagaragawa
El Estadio Gifu Nagaragawa, es un estadio multipropósito ubicado en la ciudad de Gifu, en la Prefectura del mismo nombre, en Japón. El estadio se encuentra dentro del complejo deportivo conocido como Gifu Memorial Center, fue inaugurado en 1991 y posee una capacidad para 31 000 espectadores, el FC Gifu disputa aquí sus partidos de la J3 League.
Anualmente y desde 2011 el recinto alberga la Media maratón de Gifu, el estadio sirve como lugar de largada y meta de la prueba.

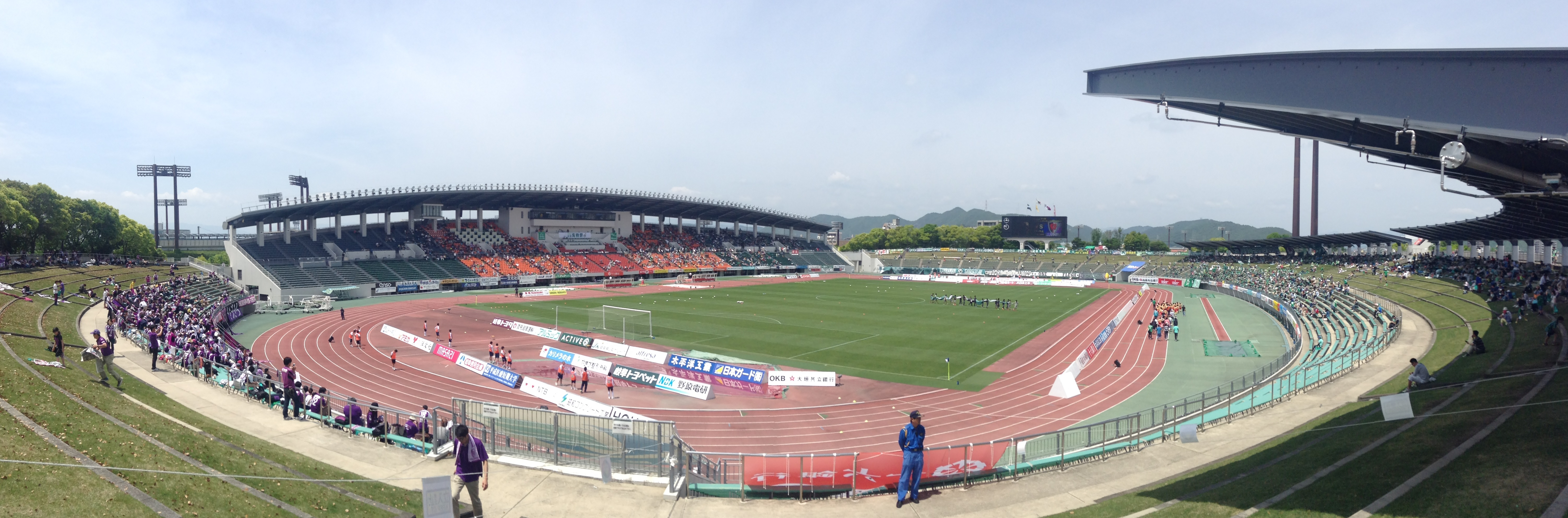
Panorámica del estadio.